# ایگور پوزنیچ
ایگور پوزنیچ (به انگلیسی: Igor Poznič؛ ۱۳ اوت ۱۹۶۷ – ۱ ژانویهٔ ۲۰۲۵) بازیکن فوتبال اهل اسلوونی بود که در پست مهاجم بازی می‌کرد.
ایگور پوزنیچ در ۱ ژانویهٔ ۲۰۲۵، در سن ۵۷ سالگی درگذشت.